# Uacil ibne Ata
Uacil ibne Ata (700–748; em árabe: واصل بن عطاء; romaniz.: Wāṣil ibn ʿAtāʾ) foi um teólogo e jurista muçulmano. Ele é considerado o fundador da escola mutazilita de calâm.